# Denis Lessard
Pour les articles homonymes, voir Denis Lessard (archiviste) et Lessard.
Denis Lessard est un journaliste et chroniqueur politique québécois pour le journal La Presse.

## Biographie
Né le 26 juin 1956, en banlieue de Québec, il étudie les Communications et le journalisme à l'Université Laval. Diplômé en 1979. Il est embauché à La Presse canadienne, à l'Assemblée nationale. Il devient journaliste pour cette agence à la Chambre des Communes à Ottawa, en février 1981. Il revient à Québec pour La Presse en 1987, et devient l'année suivante chef du bureau de ce quotidien à l'Assemblée nationale, poste qu'il occupe aujourd'hui (2012).
Il publie en 2007 L'instinct Dumont, aux Éditions Voix Parallèles, une biographie non autorisée de Mario Dumont, chef de l'Action démocratique du Québec ce qui lui a valu la réception du prix du président de l'Assemblée Nationale.
Denis Lessard fait partie du groupe de journalistes qui ont fait l'objet d'une surveillance policière, en 2013, par la Sûreté du Québec.
Son fils, Philippe Teisceira-Lessard, a suivi le chemin de son père et exerce en tant que journaliste au sein de La Presse.

## Publications
- L'instinct Dumont. Éditions Voix parallèles, 2007, 464 p.